# فيل هارتمان
فيليب هارتمان ادوارد (بالإنجليزية: Phil Hartman)‏ هو ممثل أمريكي وُلِد في 24 سبتمبر 1948، في برانتفورد، اونتاريو، كندا. وتُوفي في 28 مايو 1999 وكان لقبه في الأصل «هارتمان» لكنه تراجع في وقت لاحق أخرى «ن»—الذي سبب غير معروف. باعتبارها واحدة من ثمانية أطفال من روبرت هارتمان ودوريس، وكان فيل شخص حنون جدا وحساس وصفت بأنها «حلوة جدا ونوع من الهدوء». على الرغم من انه ولد في كندا، وتركت العائلة عندما كان صغيرا فيل، وأمضى معظم طفولته في ولاية كونيتيكت وكاليفورنيا الجنوبية. في وقت لاحق حصل على جنسيته الأميركية في أوائل 1990s. انه سيزور في كثير من الأحيان وطنه في كندا طوال حياته المهنية، ومدينة برانتفورد اقيمت حتى لوحة على ممشى المشاهير في البلدة تكريما للمهنة فيل والذاكرة. الكوميديا كلية هامبر: برنامج الكتابة والأداء في تورونتو، اونتاريو، وأيضا على جائزة في ذاكرة فيل أن تعطى إلى طلابهم الكوميديا للدراسات العليا. درس التصميم الغرافيكي أصلا في جامعة ولاية كاليفورنيا. بدأ العمل بدوام جزئي كفنان رسم، تصميم أغلفة الألبوم العصابات مثل كروسبي، اللقطات، ناش اند يونغ (انظر اللقطات كروسبي ناش اند يونغ) وPOCO. في عام 1975، إلى جانب القيام بأعمال الألبوم، انضم فيل الفرقة الكوميدية ولاية كاليفورنيا، وGroundlings. بينما في Groundlings، وعملت مع فيل بول روبنز وجون Lovitz، الذين أصبحوا أصدقاء حميمين له حتى وفاته. إنشاء فيل وبول الحرف تبول وي هيرمان معا، وحتى لو كان فيل دورا على «مسرح تبول، وي» (1986) وكارل القراصنة الكابتن.
في عام 1986، انضم فيل المدلى بها من «ليلة السبت لايف» (1975) وكان على اظهار رقما قياسيا من 8 مواسم (الذي تم كسره في وقت لاحق من قبل تيم ميدوز). لعب فيل مجموعة واسعة من الشخصيات من بينها: فرانك سيناترا وبيل كلينتون، رونالد ريغان، إد ماكماهون، باربرا بوش، وغيرها الكثير. كان معروفا لمساعدة غيرهم من الكتاب الذين يريدون الحصول على المخططات الخاصة بهم على القراءة والعرض. احتجز «لايف ليلة السبت» (1975) معا خلال فترة حكم 8 سنوات له، وبالتالي حصل على لقب انه بينما كان في المعرض، «الغراء».
كان معروفا أيضا فيل للعمل صوته على الإعلانات التجارية والرسوم. كان على الأرجح أكثر من المعروف جيدا للأصوات وتروي مكلور Hutz ليونيل على الكوميديا الرسوم المتحركة «عائلة سمبسون» (1989). وقدم أيضا أصوات أخرى ثانوية ل«سيمبسون» (1989).
غادر فيل «ساترداي نايت لايف» (1975) في عام 1994، وفي عام 1995، كان يلقي في "NewsRadio" ان بي سي تظهر الانتقادات اللاذعة (1995) والمتغطرسة McNeal اذاعي بيل المضيف. بعد وفاة فيل، وحاول فيل لصديقه جون Lovitz لملء الفراغ وماكس لويس عن "NewsRadio" (1995)، ولكن تراجعت معدلات العرض تكافح، وتبين في وقت لاحق تلاشت وانتهت في عام 1999.
وكان فيل مهنة مثيرة للاهتمام في الأفلام، ولعب في معظمها شخصيات الداعمة. وكان قيادي في Houseguest (1995) وكان أيضا في طماع (1994)، الأغنية كل الطريق (1996)، الرقيب. Bilko (1996)، والأخير عمل فيلم العيش، والجنود الصغيرة (1998).
وكان دوره الأخير يصفه اللغة الإنجليزية من takkyûbin رقم (1989) ماخو، كما جيجي لقطة سريعة البديهة، التي تميزت الجنود الصغيرة شاركت نجمة _Kirsten Dunst_ في دور صوت الرصاص.

## الوفاة
قُتل في يوم 28 مايو 1998 أثناء نومه بعد أن قامت زوجته برين هارتمان التي كانت تحت تأثير الكحول باطلاق ثلاث طلقات نارية عليه أردته قتيلاً، ثم انتحرت بعد أن قامت بقتله.

## روابط خارجية
- فيل هارتمان على موقع IMDb (الإنجليزية)
- فيل هارتمان على موقع الموسوعة البريطانية (الإنجليزية)
- فيل هارتمان على موقع روتن توميتوز (الإنجليزية)
- فيل هارتمان على موقع قاعدة بيانات الأفلام العربية
- فيل هارتمان على موقع ألو سيني (الفرنسية)
- فيل هارتمان على موقع ميوزك برينز (الإنجليزية)
- فيل هارتمان على موقع أول موفي (الإنجليزية)
- فيل هارتمان على موقع قاعدة بيانات الأفلام السويدية (السويدية)
- فيل هارتمان على موقع إن إن دي بي (الإنجليزية)
- فيل هارتمان على موقع ديسكوغز (الإنجليزية)